# Madonna col Bambino tra i santi Giovanni Battista e Francesco (Pietro Lorenzetti)
La Madonna col Bambino tra i santi Giovanni Battista e Francesco è un affresco di Pietro Lorenzetti nella cappella di San Giovanni Battista alla testata del transetto sinistro della basilica inferiore di San Francesco ad Assisi. L'opera è databile al 1310-1319 circa.

## Descrizione e stile
Divisi da arcatelle ogivali che simulano la forma di un polittico, con rappresentazioni di angeli simmetrici a riempire gli spicchi superiori, la Madonna col Bambino è dipinta a mezza figura su sfondo dorato tra i santi Giovanni Battista e Francesco. Il Battista, oltre che per la veste da eremita e la barba e la capigliatura lunga e incolta, si riconosce per il cartiglio che riporta un passo del Vangelo di Giovanni (ecce vox clamantis in deserto, parate viam Domini). San Francesco si riconosce invece per il saio e per le stimmate. 
Entrambi i santi puntano l'indice verso il basso, probabilmente sottintendendo l'altare e il ruolo di Cristo come agnello sacrificale durante l'eucaristia. I due santi si scambiano una sguardo intenso e anche nel levare l'altra la mano verso l'interno compongono un effetto simmetrico che ne simboleggia la completa empatia. Entrambi dopotutto predicarono per tutta la vita la venuta di Cristo. Maria, che stringe il bambino in braccio, sembra rivolgere uno sguardo di muta approvazione a Francesco. Raffinatissimo è il panneggio della madre col figlio e la naturalezza con cui essa regge il bambino, che le pone una mano nella mano e gioca col suo velo. Preziosa e raffinata è la lavorazione dell'oro, nelle aureole, nello sfondo e nel bordo del manto di Maria, nonostante le difficoltà rappresentate dall'uso della tecnica nell'affresco.